# 8601 Ciconia
8601 Ciconia è un asteroide della fascia principale. Scoperto nel 1973, presenta un'orbita caratterizzata da un semiasse maggiore pari a 3,1621641 UA e da un'eccentricità di 0,1087292, inclinata di 6,41053° rispetto all'eclittica.